# Fungiacyathus variegatus
Espèce
Statut CITES
Fungiacyathus variegatus est une espèce de coraux appartenant à la famille des Fungiacyathidae.